# Message
Message was een in 1980 opgerichte Amerikaanse hardrockband uit New Jersey. De band werd kort na het uitbrengen van een plaat ontbonden, maar leadzanger Dean Fasano bracht drie verdere platen uit onder de bandnaam met andere bezettingen.

## Bezetting
Oprichters
- Dean Fasano (leadzang, gitaar)
- Richie Sambora (gitaar)
- Simon Gannett (orgel)
- Bruce Foster (keyboards)
- Alec John Such (basgitaar)
- Andy Rubbo (drums)

Voormalige leden
- Mike Walsh (gitaar, keyboards, basgitaar)
- Tom DeRossi (gitaar)
- Jeff Thompsen (basgitaar)
- Steve D'Acurtis (gitaar, basgitaar, sitar
- Tim Hewitt (basgitaar)
- Aaron Anderson (drums, percussie)
- Steve Morris (gitaar, keyboards)

- Chris Ousey (achtergrondzang)
- David Chapman (keyboards)
- Mark Allen Lanoue
- Chris Flowers (drums)
- Mike Gear (basgitaar)
- Rob Karten (toetsen)

## Geschiedenis

### Jaren 1980
De band werd in 1980 opgericht door Dean Fasano. Kort nadat de band was geformeerd, brachten ze een gelijknamig album uit bij hun eigen label. Wegens een gebrek aan geld liet de band slechts 1800 exemplaren van het album persen en konden ze deze verkopen uit de kofferbak van hun auto.
Twee jaar na de formatie van Message, kregen ze de gelegenheid om als voorband van Joe Cocker op te treden. Helaas hadden ze het geld niet om voor langere tijd te toeren, waardoor ze slechts een paar optredens deden tijdens de tournee. Toen de band terugkeerde naar Sayreville, ontmoetten enkele bandleden Jon Bon Jovi van Jon Bon Jovi & the Wild Ones. Deze ontmoeting had tot gevolg dat Richie Sambora en Alec John Such de band verlieten ten gunste van Jon Bon Jovi's nieuwe band Bon Jovi. De leden van Message gingen hun eigen weg, maar ze wilden wel met elkaar in contact blijven. Na de ontbinding werden sommige rariteiten van de Joe Cocker-tournee te koop aangeboden in Europa en bereikten de hitlijsten in sommige landen.

### Jaren 1990 en 2000
De band bracht geen platen meer uit tot 1995, toen hun eerste album op cd werd heruitgebracht. Een paar jaar later formeerde leadzanger Dean Fasano een nieuwe Message. Deze keer bestond de bezetting uit Mike Walsh, Tom DeRossi, Jeff Thompsen, Steve D'Acurtis en verschillende andere muzikanten. De nieuwe band bracht het album Fine Line uit in 1998. Slechts twee jaar later in 2000, wilde Dean Fasano weer een andere Message formeren, die zou bestaan uit Dean Fasano, Tim Hewitt, Aaron Anderson, Steve Morris, Chris Ousey en David Chapman. Het album werd Outside Looking In genoemd en was tevens het laatste studioalbum dat werd uitgebracht door Message. Een andere herpublicatie van het eerste Message-album kwam in hetzelfde jaar, waarin Outside Looking In uitkwam. Deze keer werd het album Lessons genoemd en bevatte bonussongs als Diana, Living In The Night en Dance Of The Dead.
In 2006 bracht Dean Fasano livesongs uit van de Joe Cocker-tournee in 1982. Het album werd Message Live genoemd en bevatte songmateriaal van de oorspronkelijke Message-bezetting. Dit album bevatte de bonus studionummers Just One Step Away en FINE LINE van Mark Allen Lanoue en Dean Fasano met de muzikanten Chris Flowers, Mike Gear en Rob Karten. 

## Overlijden
In 2009 overleed Dean Fasano op 54-jarige leeftijd aan de gevolgen van een hartinfarct.

## Discografie

### Studioalbums
- 1981: Lessons
- 1995: Message
- 1998: Fine Line - titelnummer werd geschreven door Mark Allen Lanoue (FICTION SYXX, BILOXI & Chasing Karma)
- 2000: Lessons
- 2000: Outside Looking In

### Livealbums
- 2006: Message Live - bonusnummers bevatten de oorspronkelijke opnamen van FINE LINE en Just One Step Away.